# Skarveskjeret

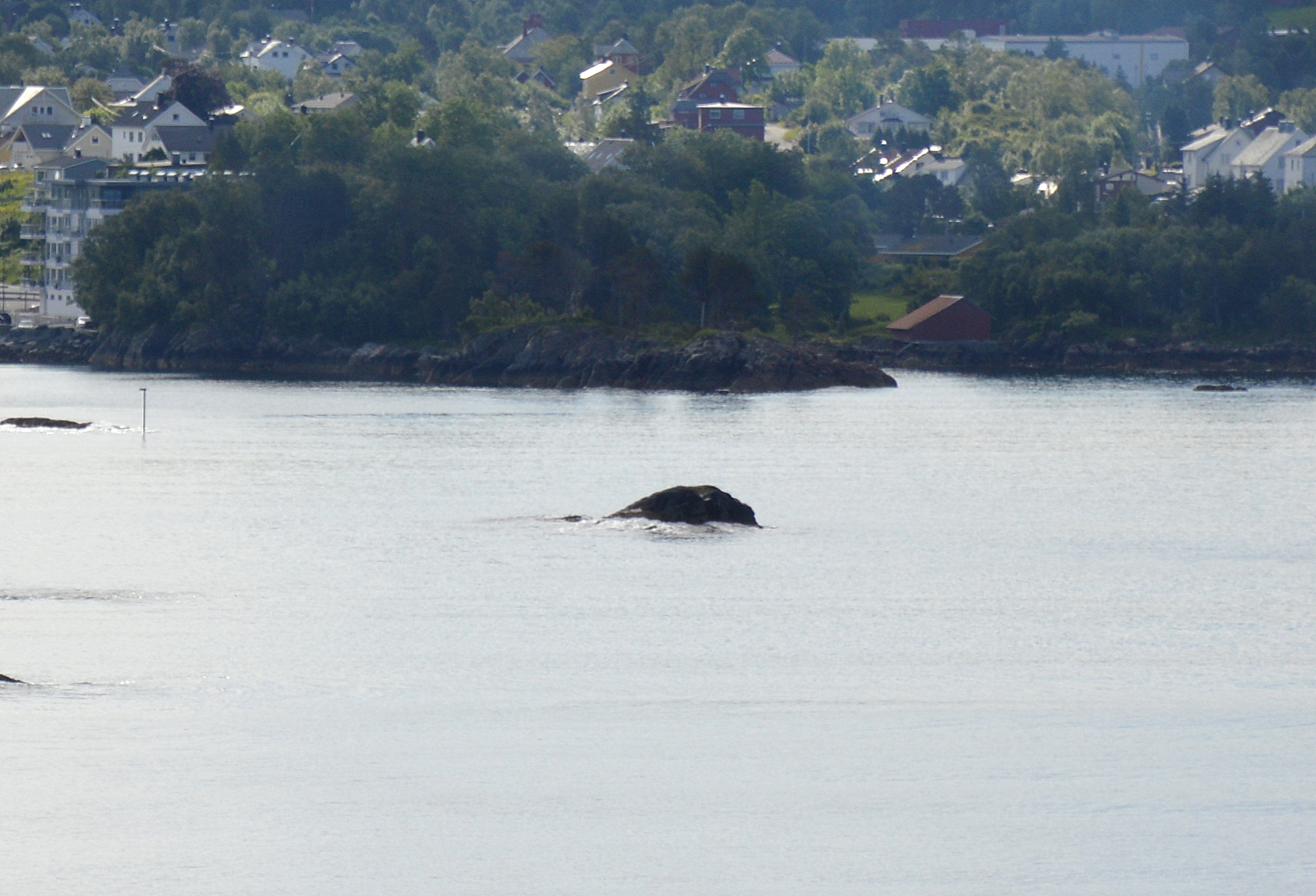
Skarveskjeret

Skarveskjeret ist eine unbewohnte Schäreninsel im Heissafjorden in Norwegen und gehört zur Gemeinde Sula der norwegischen Provinz Møre og Romsdal. 
Die kleine Felseninsel liegt nahe dem südlichen Ufer des Fjords, unmittelbar an der Hafeneinfahrt nach Langevåg. Skarveskjeret ist von weiteren Schären umgeben. Nordwestlich liegt Langedraget, nordöstlich  Notholmen.
Skarveskjeret ist nur etwa 30 Meter lang bei einer Breite von ungefähr 10 Metern. Sie ist praktisch kahl und weitgehend frei von Vegetation.